# دیدگاه‌های لیبرترین در خصوص انقلاب
دیدگاه‌های لیبرترین در خصوص انقلاب دربرگیرندهٔ دیدگاههای لیبرترینهای مختلف در خصوص مطلوبیت تغییر بنیادین در قدرت یا ساختارهای سازمانی در یک زمان نسبتاً کم است. اهداف انقلابی لیبرترین اغلب دربرگیرندهٔ انحلال حکومتهای کنونی، خلق حکومتهای جدید در اقیانوس و حتی لغو همه حکومتهاست.

## دیدگاه‌ها
موری راتبارد، معتقد است اقناع گروههای حاکم و دریافت کنندگان بذل و بخشش آن در خصوص شرارتشان غیرممکن خواهد بود.